# Eupyrrhoglossum ceculus
Eupyrrhoglossum ceculus är en fjärilsart som beskrevs av Butler 1877. Eupyrrhoglossum ceculus ingår i släktet Eupyrrhoglossum och familjen svärmare. Inga underarter finns listade i Catalogue of Life.